# Виктор Арнар Ингоульфссон
Виктор Арнар Ингоульфссон (исл. Viktor Arnar Ingólfsson; 12 апреля 1955, Акюрейри, Исландия) — исландский писатель
.

## Биография
В 1983 году окончил Исландский инженерно-технологический колледж (ныне Рейкьявикский университет) .
По образованию инженер-строитель, имеет диплом бакалавра по специальности «гражданское строительство». Совмещает карьеру писателя с работой в администрации дорог общего пользования. Посещал лекции в Университете Джорджа Вашингтона в Вашингтоне, округ Колумбия, по связям с общественностью, оформлению журналов и компьютерной графике. Проживает в Рейкьявике.

## Творчество
Автор ряда детективов и триллеров. Первые два его романа были опубликованы в 1978 и 1982 годах.
С 1998 года опубликовал ещё четыре криминальных романа, последний из которых «Sólstjakar» (Подсвечники Сунны) в 2008 году. Его роман «Afturelding» (Рассвет, 2005) положен в основу исландского телесериала «Mannaveiðar» (Я охочусь). Его рассказы публиковались в журналах и сборниках.
Дважды был номинантом на исландскую премию «Стеклянный ключ», которую присуждает ассоциация Skandinaviska Kriminalselskapet (Криминальные писатели Скандинавии). Три из его пяти романов были переведены на немецкий язык, а Flateyjargáta опубликован на английском языке как «The Flatey Enigma» в феврале 2012 года.
Член ассоциации Криминальных писателей Исландии и Союза писателей Исландии.
Книги В. Ингоульфссона переведены на чешский, нидерландский, испанский, итальянский, французский, немецкий и английский языки.